# Tibor Gertler
Pour l’article homonyme, voir Gertler.
Tibor Gertler, né le 24 octobre 1902 à Budapest et mort le 28 septembre 1991 à Malakoff, est un peintre et dessinateur hongrois.

## Biographie
Tibor Gertler est élève de l'école des Beaux-Arts de Budapest. Il ouvre par la suite un atelier de dessin et de peinture à Bruxelles, ou il professe jusqu'en 1939. Il habite ensuite à Paris dans la cité d'artistes La Ruche. Tibor Gertler est le frère du violoniste André Gertler. 
Pendant la Deuxième Guerre mondiale, il se réfugie à Lyon puis revient à La Ruche.

## Expositions
De nombreuses expositions lui ont été consacrées à Ostende en 1930, Lyon en 1942, Bruxelles en 1948, Paris en 1952, 1953 et 1966, Budapest en 1969. Sa dernière exposition eut lieu à la galerie Vieille du Temple en 1989.

## Style
Tibor Gertler réalise surtout des portraits, des nus et des paysages dans un style figuratif, proche de l’académisme, mais avec une pointe d’impressionnisme.
James Ensor apprécia son dessin, dont Jean Cassou décrivit « la ligne elliptique et gracieuse dans les figures et les nus et qui dans les paysages se divise en mille frissons de feuillage ».

## Muséographie
Des œuvres de Tibor Gertler sont au cabinet des estampes de la Bibliothèque royale de Belgique à Bruxelles, au Musée des beaux-arts de Budapest et au musée d'art moderne de Paris.